# Gorka González
Gorka González Larrañaga (Zarautz, 28 settembre 1977) è un ex ciclista su strada spagnolo.

## Palmarès

### Strada
- 1998 (Iberdrola, una vittoria)

Andra Mari Sari Nagusia
- 1999 (Iberdrola, una vittoria)

Vuelta al Goierri
- 2000 (Olarra-Ercoreca, otto vittorie)

Trofeo Eusebio Vélez
Lazkaoko Proba
Trofeo de Villava
Circuito Aiala
San Bartolomé Saria
Premio Lakuntza
Gurutze Deuna Saria
Torneo Euskaldun
- 2003 (Euskaltel-Euskadi, una vittoria)

5ª tappa Vuelta a Burgos (Aranda de Duero > Burgos)

## Piazzamenti

### Grandi Giri
- Tour de France

2002: fuori tempo massimo (12ª tappa)
- Vuelta a España

2003: 38º
2005: 43º

### Classiche monumento
- Milano-Sanremo

2004: 128º
- Giro di Lombardia

2005: ritirato

### Competizioni mondiali
- Campionati del mondo

Verona 1999 - In linea Under-23: 43º
Hamilton 2003 - In linea Elite: ritirato